# Craménil
Craménil är en kommun i departementet Orne i regionen Normandie i nordvästra Frankrike. Kommunen ligger i kantonen Briouze som tillhör arrondissementet Argentan. År 2022 hade Craménil 128 invånare.

## Befolkningsutveckling
Antalet invånare i kommunen Craménil
| Referens: INSEE |